# نمایه سازی پرسی
نمایه سازی پرسی (به انگلیسی: Preserved Context Index System)اگر چه خیلی جوان است ولی به عنوان یک نظام موفق و علمی نمایه سازی با اقبال متخصصان و دست اندرکاران نمایه سازی و تجزیه و تحلیل موضوعی روبرو شده است. وجود یک نظام نمایه سازی برای کتابشناسی ملی بریتانیا، پس از پیوستن به طرح بین‌المللی مارک ضروری به نظر می‌رسید. کوششهای بسیار زیادی در این زمینه انجام شد، از جمله کوشش ناکامی برای ماشینی کردن نمایه زنجیره ای که قریب بیست سال بود که در کتابشناسی ملی بریتانیا به کار گرفته می‌شد؛ ولی هیچ‌یک از این کوششها به جایی ره نبرد. بالاخره تصمیم گرفته شد که طرح جدیدی درافکنده شود. با کمک مالی اداره اطلاعات فنی و علمی و کوشش رئیس گروه بخش رده‌بندی به نام درک آستین نظام نمایه سازی پرسی در ۱۹۶۸هستی یافت. در ۱۹۷۱ پرسی در کتابشناسی ملی بریتانیا به کار گرفته شد و تا پایان۱۹۷۳ حدود یک صد هزار کتاب از طریق این نظام نمایه شدند. در طول این سه سال تحقیقات زیادتری در زمینه پرسی انجام شد. از پی این تحقیقات طرح جدید نظام نمایه سازی پرسی به وجود آمده که از ژانویه ۱۹۷۴ به کار گرفته شد.
نظام نمایه سازی پرسی در کتابخانه ملی بریتانیا، کتابخانه ملی استرالیا، کتابخانه ملی آفریقای جنوبی، مرکز کتابداری دانمارک، انجمن کتابداران بریتانیا، کتابخانه ملی مالزی، کتابخانه علوم هند و تعدادی دیگر از مراکز کتابشناختی به کار می‌رود یا مورد آزمایش است. پاره ای از این موسسات تهیه نمایه‌ها را به صورت دستی انجام می‌دهند (از جمله در هندوستان) ولی بیشتر آنها در تهیه نمایه‌ها از ماشینهای حسابگر الکترونیکی استفاده می‌کنند.